# L'isola di cemento
L'isola di cemento (Concrete Island) è un romanzo dello scrittore inglese James Graham Ballard, pubblicato nel 1974. Con questo romanzo, Ballard prosegue nel suo processo di progressivo distacco dalla letteratura strettamente fantascientifica per esplorare il postmodernismo, un percorso iniziato nel 1973 col romanzo Crash.
La prima edizione italiana dell'opera è del 1993 (Edizioni Anabasi).

## Trama
L'architetto londinese Robert Maitland conduce una vita agiata e dissoluta, che si snoda per lo più tra il suo ufficio nella City e la casa dell'amante, della quale la moglie è perfettamente a conoscenza.
Una notte, mentre sta percorrendo l'autostrada per andare a passare la notte dall'amante con una cassa di champagne, ha un grave incidente. La sua auto sportiva va fuori strada finendo dentro una vasta isola spartitraffico, racchiusa fra tre rami autostradali che la cingono completamente. Risvegliatosi nella sua auto ormai ridotta a un rottame, Maitland si rende conto che nelle ore in cui è rimasto privo di conoscenza nessuno è venuto a cercarlo: al momento dell'incidente non c'erano altre auto sulla carreggiata e la carcassa della sua macchina si trova in una zona depressa della grande isola verde fra l'asfalto, coperta dall'erba alta e invisibile dall'autostrada. L'uomo ha inoltre subito diverse ferite, la più grave alla gamba destra, fratturata e dolorante, che riesce a muovere appena.
Robert non ha accesso a un telefono, gli automobilisti di passaggio paiono non vederlo e non può contare sul fatto che la moglie o l'amante lo cerchino, perché evidentemente ognuna delle due presume che egli si trovi a casa dell'altra. Da qui comincia il calvario di Maitland per cercare soccorso.
Due lati del triangolo che compongono l'isola sono chiusi da muraglioni di cemento troppo lisci e ripidi per poter essere scalati: l'unica via percorribile è un terrapieno scosceso che dà su una delle vie autostradali. Con grande fatica per via della gamba rotta, Maitland riesce a trascinarsi fino al margine della strada, solo per accorgersi che gli automobilisti lo ignorano completamente, qualsiasi cosa lui faccia. Dopo ore e ore di tentativi sempre più audaci di attirare l'attenzione, Robert viene colpito di striscio da un camion, rotolando di nuovo nello spartitraffico e procurandosi nuove, dolorose ferite. Risalire il terrapieno è adesso impossibile.
Ormai è passato quasi un giorno dal suo incidente e Robert non ha mangiato né bevuto niente se non un po' di acqua piovana. I giorni cominciano a trascorrere e non arriva nessuno: l'incidente non è stato segnalato, moglie e amante non lo cercano, in ufficio sono abituati a sue assenze improvvise e ingiustificate. Mentre l'equilibrio psicologico e la risolutezza iniziale del protagonista vanno in crisi, Maitland si prende una sbronza con lo champagne ancora nel baule del suo rottame, ormai l'unica cosa commestibile che gli è rimasta. In preda ai fumi dell'alcool, concepisce l'idea di dar fuoco alla carcassa dell'auto per far giungere se non altro i vigili del fuoco.
Realizzato non senza fatica il suo piano incendiario, ben presto si rende conto di aver fatto fiasco di nuovo perché fiamme e fumo sono troppo deboli per attirare qualcuno dalle autostrade sovrastanti. Tuttavia, il fuoco attira altre due persone che popolano "l'isola di cemento": Proctor, un ex ginnasta che ha subito un trauma alla testa, regredendo a uno stato semi-animalesco, e Jane, una giovane prostituta che abita un rifugio antiaereo rimasto abbandonato nello spazio fra le corsie autostradali. Proctor, che non è più in grado di esprimersi se non a grugniti, sembra obbedire a bacchetta a ogni ordine di Jane.
Nonostante la ragazza si prodighi per curare Maitland al meglio delle sue possibilità, di fatto utilizza la forza bruta di Proctor per tenere il protagonista prigioniero dell' "isola". È evidente che Jane conosce il modo di uscire dallo spartitraffico, ma si rifiuta ostinatamente di rivelarlo, rimandando con delle scuse o sviando il discorso.
Il romanzo prosegue dunque in un pericoloso gioco psicologico fra i tre personaggi, nel quale sia Jane che Robert cercano di prendere il controllo di Proctor, la cui forza quasi sovraumana è la chiave per controllare l'Isola e quindi uscirne. Maitland imparerà a conoscere meglio ogni centimetro di quell'ampio spartitraffico, a procurarsi il cibo e l'acqua dai rifiuti, a percorrere l'intricato labirinto di erba alta in groppa a Proctor e a rapportarsi con la volubile e incostante Jane, che sa nascondere bene i suoi segreti. Infine, dopo aver ceduto molta della sua sanità mentale alla vita sull'Isola, dovrà decidere quanto vuole perdere della sua umanità per uscirne.

## Temi trattati
Come già successo per il romanzo Crash, Ballard continua la sua esplorazione di una modernità alienante e disumanizzante, che traspare chiaramente da come gli automobilisti ignorino (anche volutamente) Maitland che cerca aiuto ai margini dell'autostrada nella prima parte della narrazione. Ma, anche successivamente, la vita all'interno dell' "isola di cemento" sembra suggerire che quello che è sostanzialmente un "non-luogo", creatosi solo come interstizio dei luoghi della modernità (l'autostrada), si sia fatto ricettacolo di coloro che la stessa modernità ha schiacciato, cioè emarginati e disabili come Jane e Proctor. La lotta di Maitland è quella di un uomo che si credeva perfettamente inserito in questo meccanismo e che invece, in un secondo, si trova catapultato nell'inferno dell'indifferenza e degli stenti che normalmente è riservato agli oppressi, coi quali egli rifiuta di identificarsi fino all'ultimo.
Una storia agghiacciante, che potrebbe, però, nelle giuste condizioni, capitare a chiunque. La radicalità di Ballard sta nel fatto di estremizzare la modernità, portando alle più radicali conseguenze situazioni già esistenti nel nostro quotidiano, fino al punto di creare una mitologia propria.

## Adattamenti in altri media
Ballard aveva già previsto, fin dalla stesura del romanzo, che questo potesse essere adattato in un film. Ne è prova il fatto che il manoscritto originale di Concrete Island, custodito alla British Library, contiene già una sceneggiatura scritta dallo stesso Ballard e datata 1972.
Nel 2011 la società di produzione cinematografica Filmax annunciò un adattamento del romanzo per il grande schermo. Furono contattati Scott Kosar per lavorare alla sceneggiatura e Brad Anderson per la regia. L'attore Christian Bale (che aveva già lavorato a un altro adattamento di un'opera di Ballard, L'Impero del Sole) fu scritturato per il ruolo di Robert Maitland. Tuttavia, il progetto non è mai decollato e lo stesso Bale ha detto di non avere più ricevuto contatti in merito
.
Nel giugno 2013, la BBC ha mandato in onda un radiodramma di un'ora tratto dal romanzo. Diretto da Mary Peate, il dramma presentava le voci di Andrew Scott (Maitland), Georgia Groome (Jane) e Ben Crowe (Proctor).

## Edizioni italiane
- J.G. Ballard, L'isola di cemento, collana Ariele, vol. 11, Edizioni Anabasi, 1993, ISBN 88-417-3011-0.
- J.G. Ballard, L'isola di cemento, collana Tascabili, vol. 10, Edizioni Anabasi, 1993, ISBN 88-417-2010-7.
- J.G. Ballard, L'isola di cemento, collana I Nani, vol. 24, Baldini & Castoldi, 1997, ISBN 88-8089-308-4.
- J.G. Ballard, L'isola di cemento, Feltrinelli, 2013, ISBN 88-07-88295-7.